# Fototelegrafia
Fototelegrafia – rodzaj symilografii, w której stosuje się metody fotograficzne w procesie odbioru i utrwalania wiadomości. Przesyłanie obrazów na odległość za pośrednictwem prądu elektrycznego. Pierwsze doświadczenia z tej dziedziny przeprowadzał na początku XIX wieku H. Davy, któremu udało się odtwarzać proste znaki na płytce pokrytej jodkiem srebra, ulegającym rozkładowi pod wpływem prądu.
Urządzenie kopiujące na odległość rysunki konturowe, tzw. pantelegraf, zbudował w połowie XIX wieku G. Caselli.
Dalszym postępem w rozwoju fototelegrafii było zastosowanie komórki fotoelektrycznej do analizy obrazu (telewizja), co umożliwiało przekazywanie za pomocą impulsów elektrycznych półtonów, a zatem przekazywanie fotografii.
W 1907 roku weszły do użytku urządzenia do przesyłania fotografii na odległość konstrukcji E. Belina, tzw. belinografy. Belinograf był pierwszym urządzeniem, które w 1921 roku posłużyło do przesłania fotografii drogą radiową przez Ocean Atlantycki, a także pierwszym urządzeniem fototelegraficznym wprowadzonym do użytku prasowego. W 1928 roku aparat tego typu został zainstalowany na stałe w redakcji dziennika „The Scotsman”. Umożliwiło to publikowanie aktualnych zdjęć.
W późniejszych latach powstała w Europie międzynarodowa sieć obsługi fototelegraficznej, która łączyła ważniejsze ośrodki prasowe.
W 1930 roku oddano do eksploatacji pierwszą stałą transatlantycką linię radiofototelegraficzną między Stanami Zjednoczonymi i Niemcami. Obecnie linie takie łączą wszystkie kraje świata.
We współczesnych aparatach stosowanych w sieci łączności fototelegraficznej obraz przeznaczony do nadania, umieszczony na obracającym się, a równocześnie przesuwanym
w kierunku osiowym walcu, jest analizowany punkt po punkcie wzdłuż linii śrubowej przez promień świetlny, który po odbiciu się od obrazu pada na fotokomórkę. Rejestrowane w ten sposób zmiany jasności obrazu fotokomórka przekształca na wahania prądu elektrycznego.
Fototelegrafia znalazła zastosowanie w astronautyce.